# قائمة إنجازات رافاييل نادال

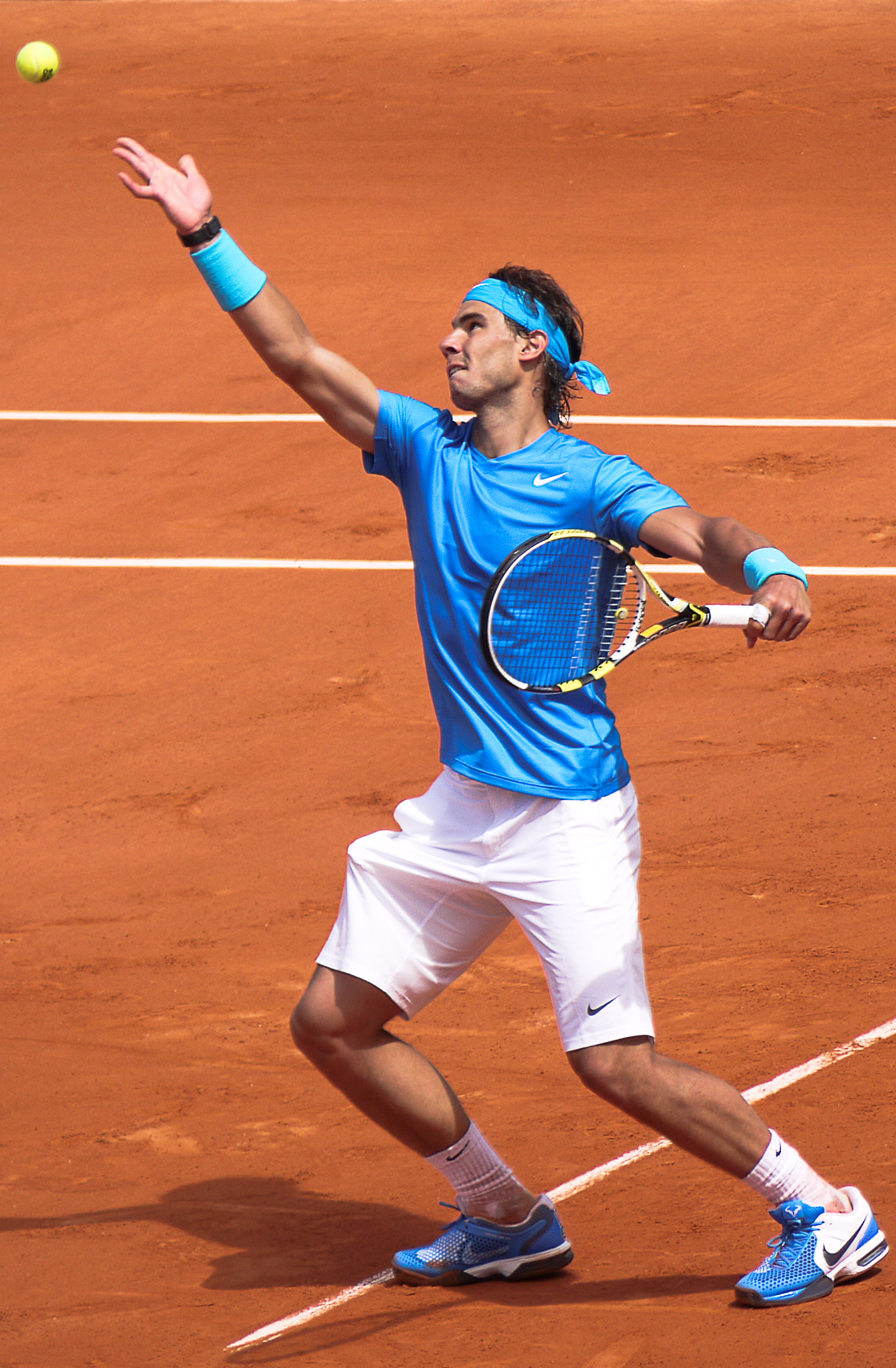

هذه الصفحة تعرض قائمة الأرقام القياسية بالبطولات والمباريات والمشاركات التي شارك فيها اللاعب الإسباني رافاييل نادال.

## الأرقام القياسية
| البطولة                | السنة (وات) | الرقم القياسي                                               | لاعب يحمل نفس الإنجاز |
| الكل                   | 1877        | 8 ألقاب متتالية في أي بطولة                                 | اللاعب الوحيد         |
| البطولات الأربع الكبرى | 1877        | الفوز بلقب جراند سلام واحد على الأقل لمدة تسع سنوات متتالية | اللاعب الوحيد         |
| مونتي كارلو للماسترز   | 1897        | الفوز بثمانية ألقاب                                         | اللاعب الوحيد         |
| فرنسا المفتوحة         | 1925        | الفوز بثلاثة عشر لقب                                        | اللاعب الوحيد         |
| روما للماسترز          | 1930        | الفوز بسبعة ألقاب                                           | اللاعب الوحيد         |
| برشلونة                | 1953        | الفوز بعشرة ألقاب                                           | اللاعب الوحيد         |
| دورات الماسترز         | 1970        | الفوز بلقب واحد على الأقل لمدة تسع سنوات متتالية            | اللاعب الوحيد         |

- لا يوجد أي لاعب تنس آخر في التاريخ تمكن من فعل ما فعله نادال بالفوز بلقب جراند سلام واحد على الأقل لسنوات متتالية عديدة. نادال هو لاعب التنس الوحيد الذي فاز بقلب جراند سلام واحد على الأقل لمدة تسع سنوات متتالية متغلباً بذلك على كل من بيورن بورغ، وبيت سامبراس، وروجر فيدرير، الذين فازوا بقلب واحد على الأقل لمدة ثماني سنوات متتالية.

## سجل الإنجازات في الجراند سلام
- هذه الأرقام تم تحقيقها في العصر المفتوح للتنس.

| بطولات الجراند سلام                                                         | السنة (وات)         | الإنجاز                                                                                          | لاعب يحمل نفس الإنجاز                                                           | مصادر |
| فرنسا المفتوحة ويمبلدون الألعاب الأولمبية أستراليا المفتوحة أمريكا المفتوحة | 2005 2008 2009 2010 | الفوز بجميع البطولات الكبرى                                                                      | أندريه أغاسي                                                                    | [ 1 ] |
| أستراليا المفتوحة فرنسا المفتوحة ويمبلدون أمريكا المفتوحة                   | 2009 2005 2008 2010 | الفوز بالبطولات الاربعة الكبرى                                                                   | رود لافر أندريه اغاسي روجر فيدرير                                               | [ 2 ] |
| أستراليا المفتوحة – فرنسا المفتوحة – ويمبلدون – أمريكا المفتوحة             | 2005–2010           | الحصول على لقبي جراند سلام على الأقل من كل أرضية (عشبية، ترابية، صلبة) في نفس الموسم             | ماتس ويلندر                                                                     |       |
| فرنسا المفتوحة – أمريكا المفتوحة                                            | 2010                | الفوز بثلاث بطولات جراند سلام مختلفة الأرضية (على التراب والعشب والصلب)                          | اللاعب الوحيد                                                                   | [ 3 ] |
| فرنسا المفتوحة – أمريكا المفتوحة – ويمبلدون                                 | 2010                | الفوز بثلاث بطولات جراند سلام على التوالي في نفس الموسم                                          | رود لافر                                                                        |       |
| أستراليا المفتوحة فرنسا المفتوحة ويمبلدون أمريكا المفتوحة                   | 2005–2013           | الفوز بلقب جراند سلام واحد على الأقل لمدة تسع سنوات متتالية                                      | اللاعب الوحيد                                                                   | [ 4 ] |
| الألعاب الأولمبية – أمريكا المفتوحة – ويمبلدون                              | 2008–2010           | الفوز بثلاث بطولات كبرى مختلفة الأرضية (على التراب والعشب والصلب) مرتين                          | روجر فيدرير                                                                     |       |
| الألعاب الأولمبية – أمريكا المفتوحة                                         | 2008–2010           | الفوز بالميدالية الذهبية الأولمبية والبطولات الأربعة الكبرى على الملاعب الرملية والعشبية والصلبة | اللاعب الوحيد                                                                   |       |
| الألعاب الأولمبية – ويمبلدون                                                | 2008–2010           | حامل لقب بطولة ويمبلدون وبطل فردي الرجال في الألعاب الأولمبية                                    | اللاعب الوحيد                                                                   |       |
| الألعاب الأولمبية – فرنسا المفتوحة                                          | 2008–2010           | الفوز بالميدالية الأولمبية وثلاث ألقاب جراند سلام على التوالي                                    | أندريه أغاسي                                                                    |       |
| الألعاب الأولمبية – أمريكا المفتوحة                                         | 2008–2010           | الفوز بالميدالية الأولمبية وجراند سلام على الأرضيتين الترابية والصلبة                            | أندريه أغاسي                                                                    |       |
| الألعاب الأولمبية – أمريكا المفتوحة                                         | 2008–2010           | الفوز بالميدالية الأولمبية وبطولة أمريكا المفتوحة                                                | أندريه أغاسي                                                                    |       |
| فرنسا المفتوحة                                                              | 2005–2013           | 8 ألقاب في 9 سنوات                                                                               | اللاعب الوحيد                                                                   |       |
| فرنسا المفتوحة                                                              | 2005–2009           | 31 فوز متتالي                                                                                    | اللاعب الوحيد                                                                   |       |
| فرنسا المفتوحة—ويمبلدون                                                     | 2008, 2010          | الفوز في البطولتين بالعام نفسه                                                                   | رود لافر بيورن بورغ روجر فيدرير                                                 |       |
| فرنسا المفتوحة—ويمبلدون                                                     | 2008, 2010          | الفوز في البطولتين بنفس العام لأكثر من مرة                                                       | بيورن بورغ                                                                      |       |
| فرنسا المفتوحة                                                              | 2005–2008 2010–2013 | الفوز في البطولة 4 مرات متتالية                                                                  | بيورن بورغ                                                                      | [ 5 ] |
| فرنسا المفتوحة                                                              | 2005–2008 2010–2013 | الوصول للنهائي 4 مرات متتالية                                                                    | بيورن بورغ إيفان ليندل روجر فيدرير                                              |       |
| فرنسا المفتوحة                                                              | 2008, 2010          | الفوز في البطولة دون خسارة أي مجموعة (مرتين)                                                     | بيورن بورغ                                                                      |       |
| فرنسا المفتوحة                                                              | 2005–2013           | نسبة فوز 98.33% (59–1)                                                                           | اللاعب الوحيد                                                                   |       |
| أستراليا المفتوحة، فرنسا المفتوحة، ويمبلدون، أمريكا المفتوحة                | 2005–2010           | الوصول لجميع نهائيات البطولات الأربعة الكبرى                                                     | رود لافر كين روزوال إيفان ليندل ستيفان إدبرغ جيم كورير أندريه أغاسي روجر فيدرير |       |

## سجل الإنجازات في بطولات الأساتذة
| سلسلة بطولات الأساتذة               | السنة (وات)         | الإنجاز                                                                        | لاعب يحمل نفس الإنجاز  |
| مونتي كارلو للأساتذة—مدريد للأساتذة | 2005–2013           | الرقم القياسي في الفوز ببطولات الأساتذة (26 لقب)                               | اللاعب الوحيد          |
| مونتي كارلو للأساتذة—رولان غاروس    | 2010                | 1 "بطل التراب": الفوز بجميع بطولات الأساتذة الترابية ورولان غاروس في نفس العام | اللاعب الوحيد          |
| مونتي كارلو للأساتذة                | 2005–2013           | 8 ألقاب متتالية                                                                | اللاعب الوحيد          |
| روما للأساتذة                       | 2005–2010           | 7 ألقاب في 8 سنوات                                                             | اللاعب الوحيد          |
| سلسلة بطولات الأساتذة               | 2005                | معظم الألقاب في موسم واحد – 5 بطولات                                           | نوفاك دجوكوفيتش (2011) |
| سلسلة بطولات الأساتذة               | 2008–2010           | الوصول للدور ربع النهائي 21 مرة على التوالي                                    | اللاعب الوحيد          |
| سلسلة بطولات الأساتذة               | 2008                | الفوز بثلاث بطولات متتالية على أرضيات مختلفة                                   | روجر فيدرير (2004)     |
| سلسلة بطولات الأساتذة               | 2005–2013           | الفوز بلقب واحد على الأقل لمدة تسع سنوات متتالية                               | اللاعب الوحيد          |
| مونتي كارلو للأساتذة—روما للأساتذة  | 2005–2013 2009–2010 | الفوز باللقبين في معظم السنوات – 8                                             | اللاعب الوحيد          |
| سلسلة بطولات الأساتذة               | 2007–2010           | الفوز بثلاث بطولات على الأقل في كل سنة – 5                                     | اللاعب الوحيد          |

- اللاعب الوحيد الذي يصل لجميع نهائيات بطولات الأساتذة التسع.
- اللاعب الوحيد الذي خسر شوط واحد فقط في نهائي إحدى بطولات سلسلة الأساتذة 1000 نقطة، (مونتي كارلو 2010 : 6-0، 6-1).
- اللاعب الوحيد الذي فاز بجميع بطولات الأساتذة على الملاعب الرملية في نفس العام.
- اللاعب الوحيد الذي فاز بأربع بطولات متتالية من سلسلة بطولات الأساتذة بغض النظر عن الأرضية.
- معادلة الرقم المسجل لنسبة الفوز المئوية في بطولات سلسلة الأساتذة 0.833 منذ عام 1990.
- الفوز بمسابقتي الفردي والزوجي للبطولة نفسها والسنة نفسها—نادال (مونتي كارلو 2008).
- أسرع من يفوز ببطولات الأساتذة:
 5 ألقاب: نادال (8 بطولات / سنة: 2005 مونتي كارلو—مونتي كارلو 2006)
10 ألقاب: نادال (24 بطولة / 3 سنوات: 2005 مونتي كارلو—مونتي كارلو 2008)
15 لقب: نادال (34 بطولة / 4 سنوات: مونتي كارلو 2005—روما 2009)
20 لقب: نادال (58 بطولة / 7 سنوات: مونتي كارلو 2005—مونتي كارلو 2012)
25 لقب: نادال (65 بطولة / 8 سنوات: مونتي كارلو 2005—مونتريال 2013)

## إنجازات هامة أخرى

### في الجراند سلام
- رافاييل نادال هو الآن أصغر لاعب في العصر المفتوح والرابع في الترتيب العام يكمل عقد البطولات الأربعة الكبرى وهو في سن 24 عام فقط.
- أصبح نادال هو الوحيد مع الأسترالي رود ليفر يفوز بجميع بطولات الجراند سلام وهو يلعب باليد اليسرى.
- نادال أصغر لاعب يفوز ببطولة جراند سلام بعمر 19 سنة منذ عام 1990 عندما فاز الأمريكي بيت سامبرس بلقب بطولة أمريكا المفتوحة في سن 19.
- يملك نادال سجل بـ 24 فوز متتالي في الجراند سلام وحقق هذا الإنجاز مرتين في عامي 2008 و2010.
- في عام 2005 أصبح نادال ثاني لاعب في التاريخ يفوز ببطولة فرنسا المفتوحة من المحاولة الأولى حيث سبقه إلى ذلك ماتس فيلاندر عام 1982.
- أصبح نادال في 2010 وهو بسن 24 أصغر ثاني لاعب في العصر المفتوح يصل إلى جميع نهائيات الجراند سلام، اللاعب الأصغر هو جيم كورير في سن 22.
- في سن 19 سنة وشهر و22 يوم أصبح نادال ثالث لاعب في تاريخ رابطة محترفي كرة المضرب (منذ 1973) يصل للمركز الثاني عالمياً في التصنيف وهو بهذا السن حيث سبقه إلى ذلك بوريس بيكر (بعمر 18 سنة، 9 أشهر، 17 يوم) وبيورن بورغ (بعمر 18 سنة، 10 أشهر، ويومين).
- نادال هو اللاعب الوحيد في التاريخ الذي فاز ببطولتي رولان غاروس وويمبلدون وحقق الميدالية الذهبية الأولمبية في العام نفسه (2008).
- في عام 2010 عندما حقق نادال ثلاث ألقاب جراند سلام وهي فرنسا المفتوح وويمبلدون وأمريكا المفتوحة خسر نادال في البطولات الثلاث ست مجموعات فقط خمسة في ويمبلدون ومجموعة في نهائي أمريكا ولم يخسر أي مجموعة في رولان غاروس.
- مضى نادال ليكون اللاعب الوحيد في العصر المفتوح الذي يفوز ببطولات جراند سلام في تسع سنوات بطولة واحد على الإقل في الموسم.
- أيضاً نادال رابع لاعب في العصر المفتوح يفوز ببطولة جراند سلام 4 مرات متتالية في مناسبتين حيث سبقه إلى ذلك كل من بورغ وسامبراس وفيدرير.

### متفرقات
- الفوز بأكثر ألقاب عندما كان مراهقا: 16 حيث تعادل مع السويدي بيورن بورغ.
- الفوز بـ 11 بطولة في موسم واحد وهو في سن المراهقة (2005).
- نادال لديه سجل 43 فوز مقابل 6 هزائم في المباريات النهائية على الملاعب الرملية و81 فوز مقابل هزيمة واحدة في المباريات من 5 مجموعات.
- يملك نادال سجل 203-16 في مسيرته على الملاعب الرملية ما يقارب بالنسبة المئوية (0.927), وهو أقل اللاعبين فقداناً للمباريات على التراب حيث في العصر المفتوح لم يستطع أحد الحصول على سجل (203-16) على الملاعب الرملية.
- الفائز في حفل توزيع جائزة باجيل الذهبية (ثلاث مرات) في العصر المفتوح 2005 و 2008 و 2009.
- حقق رقم قياسي في البقاء في التصنيف الثاني على العالم لمدة 160 اسبوع متتالي في رابطة محترفي كرة المضرب.
- استطاع تصدر التصنيف العالمي وانهاء الموسم متربعاً على الصدارة (بطل العالم) ثلاث مرات في 2008 و2010 و2013.
- نادال (8-0), بورغ (6-0) وغوستافو كويرتن (3-0) هم اللاعبون الوحيدون في العصر المفتوح الذين لم يخسروا أي نهائي في فرنسا المفتوحة في حين نرى أن أقل لاعب فيهم فاز بثلاث ألقاب.

انتصارات كبيرة
  - تورنيو جودو (برشلونة المفتوحة): يحمل الرقم القياسي في عدد مرات الفوز بالبطولة - 8 مرات (2005–2013).
  - فاز في 24 مباراة متتالية وهو في سن المراهقة، وهي أطول سلسلة انتصارات للاعب مراهق (2005).
  - صاحب أطول سلسلة انتصارات متتالية على أرضية واحدة (الملاعب الرملية): 81 فوز (2005—21 مايو 2007)

| السنة | البطولة                | انتصارات |
| ----- | ---------------------- | -------- |
| 2005  | مونتي كارلو            | 6        |
| 2005  | برشلونة                | 5        |
| 2005  | روما                   | 6        |
| 2005  | فرنسا المفتوحة         | 7        |
| 2005  | باشتاد                 | 5        |
| 2005  | شتوتغارت               | 5        |
| 2005  | كأس ديفيز (ضد إيطاليا) | 2        |

| السنة | البطولة                | انتصارات |
| ----- | ---------------------- | -------- |
| 2006  | مونتي كارلو            | 6        |
| 2006  | برشلونة                | 5        |
| 2006  | روما                   | 6        |
| 2006  | فرنسا المفتوحة         | 7        |
| 2006  | كأس ديفيز (ضد إيطاليا) | 2        |

| السنة | البطولة     | انتصارات |
| ----- | ----------- | -------- |
| 2007  | مونتي كارلو | 5        |
| 2007  | برشلونة     | 5        |
| 2007  | روما        | 5        |
| 2007  | هامبورغ     | 4        |
انظر أيضًا
  - جوائز رابطة محترفي كرة المضرب
  - أرقام وإحصائيات رابطة محترفي كرة المضرب
  - قائمة أبطال العالم لفردي الرجال برابطة محترفي التنس
  - البطولات الأربعة الكبرى
  - قائمة اللاعبين الفائزين ببطولات الجراند سلام
  - قائمة اللاعبين الفائزين بالبطولات الخمسة الكبرى
  - 128036 رافاييل نادال (كويكب)

المصادر والمراجع

  1. ↑  "Nadal Captures U.S. Open To Complete Career Grand Slam". The Sports Network (TSN). 14 سبتمبر 2010. مؤرشف من الأصل في 2013-11-09. اطلع عليه بتاريخ 2012-06-12. Nadal...also owns an Olympic gold medal, which makes him one of only two men to corral the career Golden Slam, with the great Agassi being the other.
  2. ↑  "Nadal Completes Career Grand Slam With US Open Title". ATP World Tour. 13 سبتمبر 2010. مؤرشف من الأصل في 2015-01-23. اطلع عليه بتاريخ 2012-04-28.
  3. ↑  Garber، Greg (13 سبتمبر 2010). "Nadal's three-peat no small feat". ESPN. مؤرشف من الأصل في 2016-01-28. اطلع عليه بتاريخ 2012-06-14. [W]inning on three different surfaces in that narrow time frame is unprecedented.
  4. ↑  "Roger Federer breaks Pete Sampras's record with unprecedented 287th week as world No 1". The Daily Telegraph. London. 16 يوليو 2012. مؤرشف من الأصل في 2018-07-31. اطلع عليه بتاريخ 2012-07-16. Federer sits with Björn Borg, Sampras and Rafa Nadal as the only players to have won a major eight years in a row.
  5. ↑  "Record Breakers". RolandGarros.com. مؤرشف من الأصل في 2014-09-17. اطلع عليه بتاريخ 2012-02-01.

| - ع - ن - ت رافاييل نادال    | - ع - ن - ت رافاييل نادال |
| ---------------------------- | --- |
| أقارب                        | - ميغيل أنخل نادال (العم) - توني نادال (العم والمدرب)                                                                              |
| المسيرة الإحترافية           | - الإنجازات والأرقام القياسية - إحصائيات المسيرة الإحترافية - التنافس مع روجر فيدرير - التنافس مع نوفاك دجوكوفيتش - الأربعة الكبار |
| إنجازات كبيرة                | - 46 فوز متتالي في بطولة مونتي كارلو للأساتذة                                                                                      |
| مباريات ملحمية               | - نهائي بطولة ويمبدلون 2008 - نهائي بطولة أستراليا المفتوحة 2012 - نصف نهائي بطولة فرنسا المفتوحة 2013                             |
| مباريات استعراضية            | - معركة الأسطح - مباراة لأطفال إفريقيا (كرة مضرب)                                                                                  |
| المواسم                      | - 2007 - 2008 - 2009 - 2010 - 2011 - 2012 - 2013 - 2014                                                                            |
| ألقاب أستراليا المفتوحة      | - 2009 |
| ألقاب فرنسا المفتوحة         | - 2005 - 2006 - 2007 - 2008 - 2010 - 2011 - 2012 - 2013                                                                            |
| ألقاب ويمبلدون               | - 2008 - 2010 |
| ألقاب أمريكا المفتوحة        | - 2010 - 2013 |
| الميدالية الأولمبية الذهبية  | - 2008 |
| الموقع الرسمي لرافاييل نادال | |